# CIE 121 Class
Pour les articles homonymes, voir Class.
Le Córas Iompair Éireann 121 Class est une locomotive diésel de type EMD GL8 qui a été fabriquée par GM EMD de décembre 1960 à janvier 1961. Les locomotives de cette classe étaient en service régulier sur le réseau ferroviaire irlandais du Iarnród Éireann jusqu'en 2002, avec les deux derniers restants en service jusqu'en 2008.

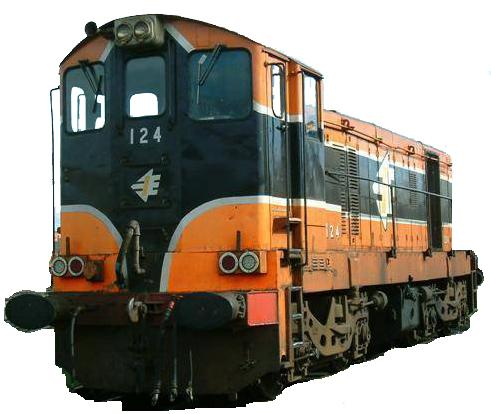
Locomotive numéro 124 de cette classe.